# Мариупольский государственный университет
Мариу́польский госуда́рственный университе́т (МГУ) (укр: Маріупольський державний університет) — высшее учебное заведение в Донецкой области, Украина.

## История
В 1991 году основан как Мариупольский гуманитарный колледж — филиал Донецкого национального университета, при поддержке городского совета Мариуполя и городского общества греков. В 1992 колледж возглавляет Балабанов Константин Васильевич, который начинает работу по развитию учебного заведения.
В 1993 году был преобразован в Мариупольский гуманитарный институт. В 1994 основываются филологический факультет. Исторический, экономико-правовой факультеты и факультет иностранных языков открывают свои двери в 1995 году. Работают 8 специальностей и 11 кафедр. После проведения международной конференции по проблематике украино-греческих отношений вырабатывается основной приоритет научно-практической деятельности института — история эллинизма и греческой диаспоры на Украине. В 1997 году Мариупольский гуманитарный институт принимает официальную делегацию президента Греческой Республики — Константиноса Стефанопулоса. Это первое посещение высшего учебного заведения президентом другого государства в Донецкой области. Институт и его преподавательский состав были высоко оценены делегацией.
В 1999 году проходит международная конференция с участием специалистов из России, Греции, Грузии, Украины по проблеме украино-греческих отношений в истории и на современном этапе. В работе конференции принимает участие министр образования Украины В. Зайчук.
Основан факультет заочного обучения. В 2002 году основан единственный на Украине факультет греческой филологии, который является центром изучение эллинистической культуры и языка.
С 2004 года Мариупольский гуманитарный институт был преобразован в университет.
В 2010 году вуз получил статус классического и был переименован в Мариупольский государственный университет.
После начала российского вторжения (2022) и захвата Мариуполя, приказом Министерства образования Украины университет перемещен в Киев и уже возобновил свою работу. Тем временем, в захваченном российскими войсками Мариуполе создан университет, который функционирует на базе уцелевших корпусов, которые были уничтожены российской армией в начале полномасштабного вторжения.
В 2023 году ведутся активные ремонтные работы в предоставленных университету корпусах в Киеве. По состоянию на начало августа 2023 обновлена часть рабочих и учебных пространств, в частности создана лаборатория кибербезопасности, зал Ученого совета МГУ, Арт-пространство, коворкинг и приемная комиссия.

## Корпуса и кампуса

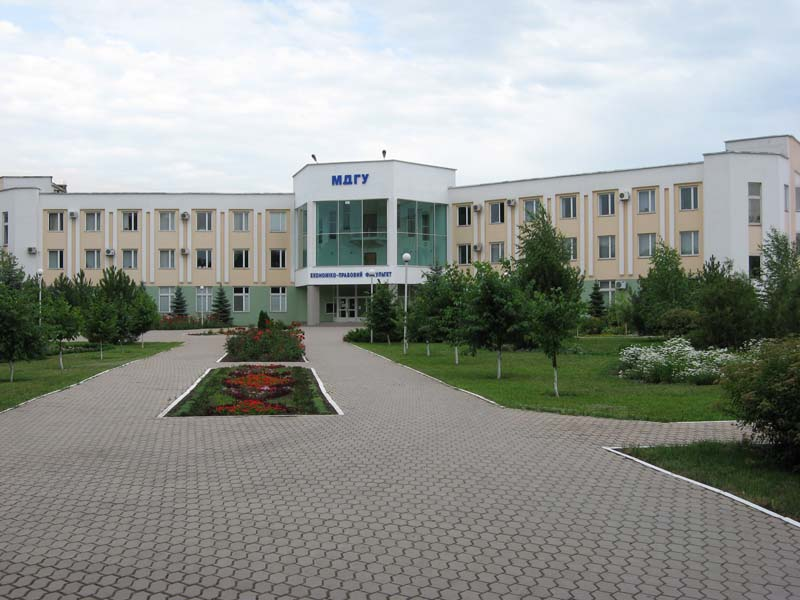
МГУ. Экономико-правовой факультет

В Мариупольском государственном университете 6 учебных корпусов. Кроме того, к услугам студентов один из крупнейших на Украине спортивный комплекс (по адресу просп. Металлургов, 52, Мариуполь, Донецкая область) и 9-этажное студенческое общежитие.
Учебный корпус № 1 (корпус экономико-правового факультета). Место нахождения: 87500, Украина, г. Мариуполь, Донецкой области, просп. Строителей, 129а. Трехэтажное здание с лекционными аудиториями, кабинетами, кафедрами, деканатами, помещениями административных служб и отделов, читальным залом, спортивной комнатой, компьютерным классом, лабораториями, буфетом. Технические средства обучения: телевизоры, видеоплееры. Другие средства: 1 компьютерный класс, 1 лаборатория компьютерной техники, 1 читальный зал, оборудованный компьютерами: всего 35 компьютерных рабочих мест.
Учебный корпус № 2 (корпус Исторического факультета). Место нахождения: 87500, Украина, г. Мариуполь, Донецкой области, просп. Строителей, 129. Трехэтажное здание с лекционными аудиториями, кабинетами, кафедрами, деканатами, библиотекой с читальным залом, компьютерными классами, типографией, классом хореографии, медпунктом, лабораториями, буфетом. Учебное помещение имеет следующие средства: 2 компьютерных класса, читальный зал оборудованный компьютерами: всего 33 компьютерных рабочих места. Также медпункт и библиотека с читальным залом и абонементом.
Учебный корпус № 3-4 (корпус филологического факультета). Место нахождения: 87500, Украина, г. Мариуполь, Донецкой области, ул. Матросова, 5
Корпус № 3 (двухэтажное здание с лекционными аудиториями, кабинетами, кафедрами, библиотекой с читальным залом, медпунктом, лабораториями, гардеробом) объединен с корпусом № 4 (трехэтажное здание с лекционными аудиториями, кабинетами, кафедрами, деканатом, компьютерным классом, буфетом) переходом на уровне второго этажа. Имеется физкультурно-спортивная зона и спортивная комната.
Спортивные сооружения: круговая беговая дорожка, площадка для спортивных игр, площадка со спортивным орудием.
Технические средства обучения: телевизоры, видеоплейер. Другие средства: 1 компьютерный класс, оборудованный компьютерами, кафедры, деканат: всего 23 компьютерных рабочих мест. Медпункт расположен на 1 этаже корпуса № 3 и читальный зал с абонементом в корпусе № 3
Учебный корпус № 5. (корпус факультета иностранных языков). Место нахождения: 87500, Украина, г. Мариуполь, Донецкой области, ул. Мира, 89-а. Двухэтажное здание с лекционными аудиториями, кабинетами, кафедрами, деканатом, читальным залом, спортивной комнатой, компьютерным классом, лабораториями, буфетом. Спортивные сооружения: круговая беговая дорожка, площадка для спортивных игр. Технические средства обучения: телевизоры, видеоплейер. Другие средства: 1 компьютерный класс, оборудованный компьютерами: всего 14 компьютерных рабочих мест.
Общежитие

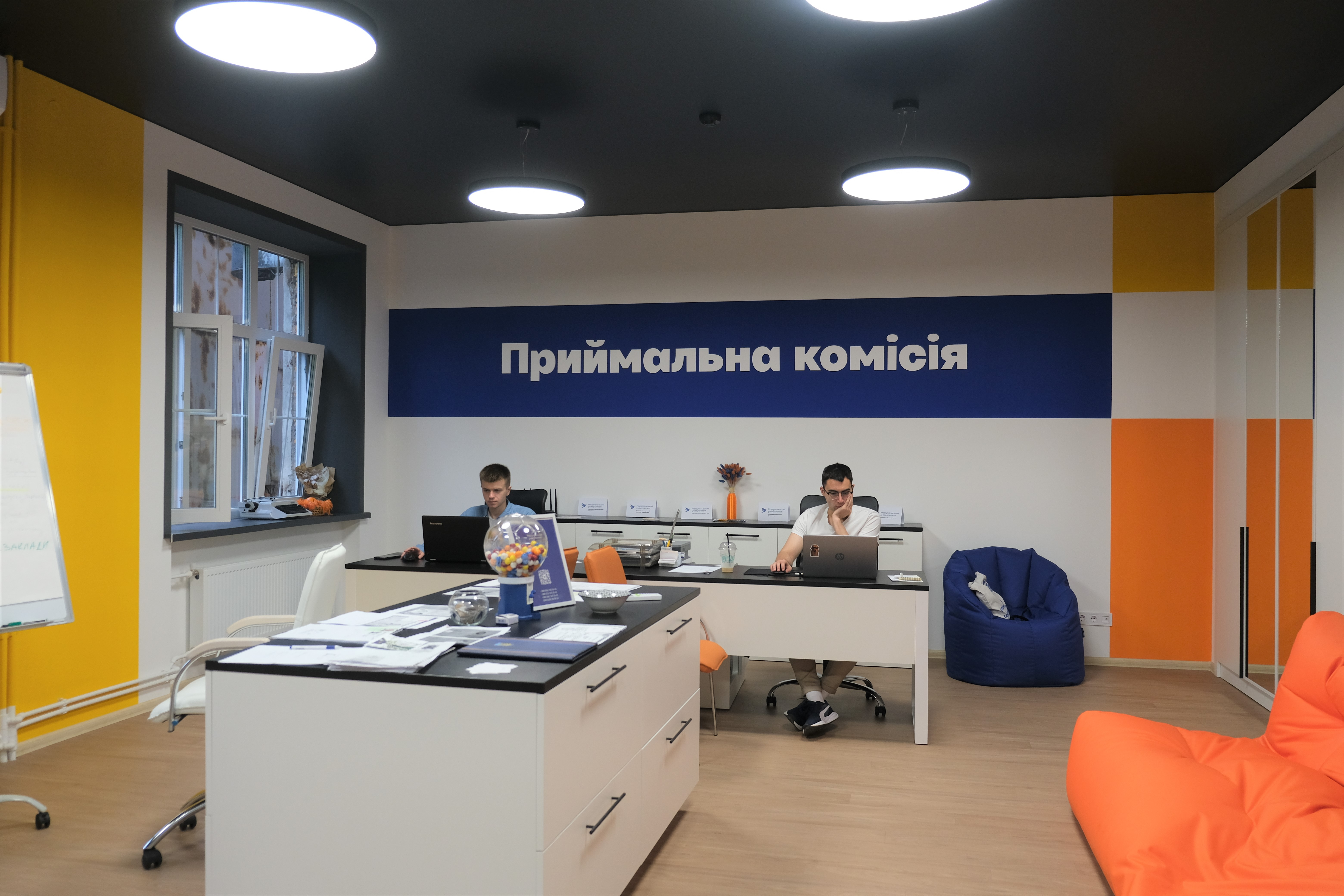
Приёмная комиссия МГУ в Киеве по адресу Преображенская,6.

В 2004 году на баланс университета принято 9-этажное здание, расположенное по адресу просп. Строителей, 52, общая площадь которого — 7001,2 м². В настоящее время в общежитии проживают студенты МГУ из Донецкой, Луганской, Запорожской, Днепропетровской, Полтавской, Херсонской, Львовской областей, Автономной Республики Крым, иностранные студенты, количество которых в МГУ растет с каждым годом. Здесь созданы все условия для комфортного проживания и занятий. В общежитии есть комнаты для отдыха, учебные залы, кухни с электроплитами, работает тренажерный зал. На сегодняшний день студенческое общежитие Мариупольского государственного университета признано одним из лучших в Донецкой области.
После вторжения:
В результате полномасштабного вторжения российской федерации в 2022 году значительная часть зданий пострадала или полностью уничтожена. В Киеве университет получил здание №4 КНУБА, которое сейчас активно ремонтируется согласно новому брендингу университета. Планируется завершение работ в 2024 году. В настоящее время уже обновлена часть рабочих и учебных пространств, в частности создана лаборатория кибербезопасности, зал Ученого совета МГУ, Арт-пространство и т.д. К Международному дню студента в 2023 году университет запустил обновленный сайт. В то же время впервые с момента перемещения в Киев Мариупольский университет имел честь принимать Президента Украины Владимира Зеленского, заместителя руководителя Офиса Президента Алексея Днепрова и министра образования и науки Украины Оксена Лисового.

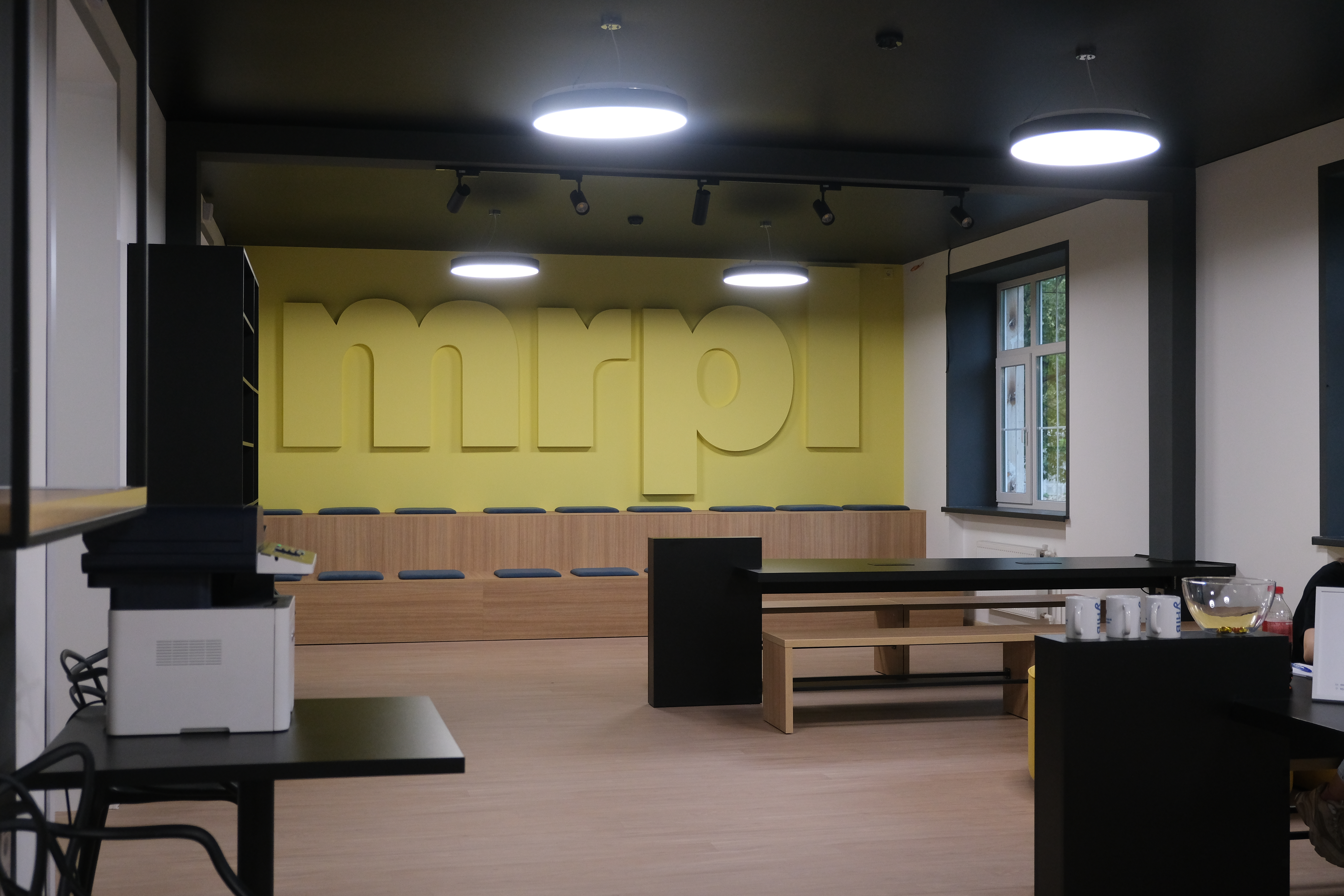
Коворкинг МГУ в Киеве

## Факультеты

### Факультет филологии и массовых коммуникаций
Декан: доктор филологических наук, профессор Бесчетникова Светлана Владимировна.
Специальности:
- Украинский язык и литература
- Язык и литература (русский)
- Перевод (украинский, русский, польский языки)
- Дошкольное образование
- Практическая психология
- Журналистика
- Реклама и связи с общественностью
- Здоровье человека

Кафедры:
- украинской филологии
- русской филологии и перевода
- дошкольного образования
- практической психологии
- социальных коммуникаций
- физического воспитания, спорта и здоровья человека

На факультете функционируют:
- Центр украиноведческих исследований
- Центр польской культуры
- лаборатория интерактивного обучения
- лаборатория духовного и познавательного развития личности
- специализированные кабинеты: тренинговый кабинет, комнаты эмоциональной разгрузки и индивидуального консультирования
- учебная телестудия, пресс-клуб, киноклуб
- студия по изучению английского языка «Language studio».

### Исторический факультет
Декан: доктор исторических наук, профессор Лысак Виктория Феофановна.
Специальности:
- Документоведение и информационная деятельность
- История
- Международные отношения
- Культурология
- Социология
- Политология

Кафедры:
- исторических дисциплин
- культурологии и информационной деятельности
- международных отношений и внешней политики
- политологии, философии и социологии

На факультете функционируют:
- Центр гендерных исследований и образования Мариупольского государственного университета
- Информационно-аналитический центр межэтнической коммуникации
- региональное представительство Всеукраинского профессионального издания по философии, политологии и истории «Гилея»

### Экономико-правовой факультет
Декан: доктор экономических наук, профессор кафедры рационального природопользования и охраны окружающей среды Толпежников Роман Алексеевич
Специальности:
- Правоведение
- Международная экономика
- Менеджмент (специализации: менеджмент туристической индустрии; менеджмент гостинично-ресторанного бизнеса; региональное управление)
- Экология, охрана окружающей среды и сбалансированное природопользование
- Международный бизнес
- Туризм
- Системный анализ
- Местное самоуправление (магистерская программа)
- Управление финансово-экономической безопасностью (магистерская программа).

Кафедры:
- Конституционного, административного и международного права
- Хозяйственного, гражданского и трудового права
- Международной экономики
- Менеджмента
- Математических методов и системного анализа
- Экономики и финансово-экономической безопасности
- Рационального природопользования и охраны окружающей среды

На факультете функционируют:
- Представительство Европейской организации публичного права (ЕОПП) на Украине
- лаборатория криминалистики
- учебная лаборатория кафедры международной экономики, создана при поддержке проекта TEMPUS
- юридическая клиника «ЮрАзовье», организованная факультетской ассоциацией студентов-правоведов с целью предоставления бесплатной юридической помощи пенсионерам и малообеспеченным слоям населения г. Мариуполя

### Факультет иностранных языков
Декан: кандидат наук по социальным коммуникациям, доцент кафедры итальянской филологии Трифонова Анна Валерьевна
Специальности:
- Язык и литература (английский)
- Язык и литература (немецкий)
- Язык и литература (французский)
- Управление учебным заведением (общеобразовательное учебное заведение)

Кафедры:
- английской филологии
- немецкой филологии
- образовательного менеджмента и педагогики
- английского языка

На факультете функционируют:
- Израильский и Китайский культурные центры;
- компьютерный центр

## Почётные профессора
- Президент Греческой Республики (1995—2005) Константинос Стефанопулос (1997)
- Генеральный секретарь по делам греков зарубежья Ставрос Ламбринидис (1998)
- Ректор Яннинского университета (Греция), профессор Димитрис Гларос (1998)
- Министр образования и религии Греческой Республики Григориос Арсенис (1999)
- Заместитель министра иностранных дел Греческой Республики Григориос Ниотис (2000)
- Ректор Донецкого национального университета, Герой Украины, академик НАН Украины, профессор Владимир Шевченко (2001)
- Вице-президент НАН Украины, академик НАН Украины, профессор Иван Курас (2001)
- Министр образования и культуры Кипра Ураниос Иоаннидис (2002)
- Премьер-министр Греческой Республики, Председатель партии «Новая Демократия» Костас Караманлис (2003)
- Заместитель министра иностранных дел Греческой Республики Яннис Мангриотис (2003)
- Директор Фонда «Анастасиос Г. Левендис» (Кипр), профессор Васос Карайоргис (2004)
- Заместитель министра иностранных дел Греческой Республики Панайотис Скандалакис (2005)
- Президент Национальной академии педагогических наук Украины, академик НАН Украины, профессор Василий Кремень (2006)
- Президент Греческой Республики Каролос Папуляс (2008)
- Полномочный Посланник Республики Кипр при дворе Её Величества Королевы Великобритании Георгиос Якову (2007)
- Директор Итальянского института культуры на Украине Никола Франко Баллони (2009)
- Декан факультета политических наук Мессинский университета (Италия) Андреа Романо (2009)
- Президент Фонда «Анастасиос Г.Левендис» (Кипр) Анастасиос Пол Левендис (2010)
- Президент Республики Кипр Димитрис Христофиас (2011)
- Директор по международным связям и отношениям с инвесторами компании «СКМ» Джок Мендоза-Вилсон (2011)

## Награды и репутация
Согласно Распоряжению Кабинета Министров Украины № 22525 от 28 декабря 2011 года «за значительный вклад в развитие национального образования, укрепления международного авторитета Украины и подготовку высококвалифицированных специалистов» трудовой коллектив Мариупольского государственного университета удостоен Почётной грамоты КМУ.
Позиции МГУ в отечественных и международных академических рейтингах:
- рейтинг вузов III—IV уровней аккредитации «Топ-200 Украина» Европейского центра по высшему образованию (ЮНЕСКО СЕПЕС) и Центра «Еврообразование» — 100 место;
- рейтинг классических вузов Украины (МОНмолодьспорт) — 24 место;
- рейтинг вузов Украины по юридическим специальностям «Компас 2012» — 7 позиция